# Worcester College

Worcester College, Hauptgebäude mit der Kapelle (links) und der Halle (rechts)

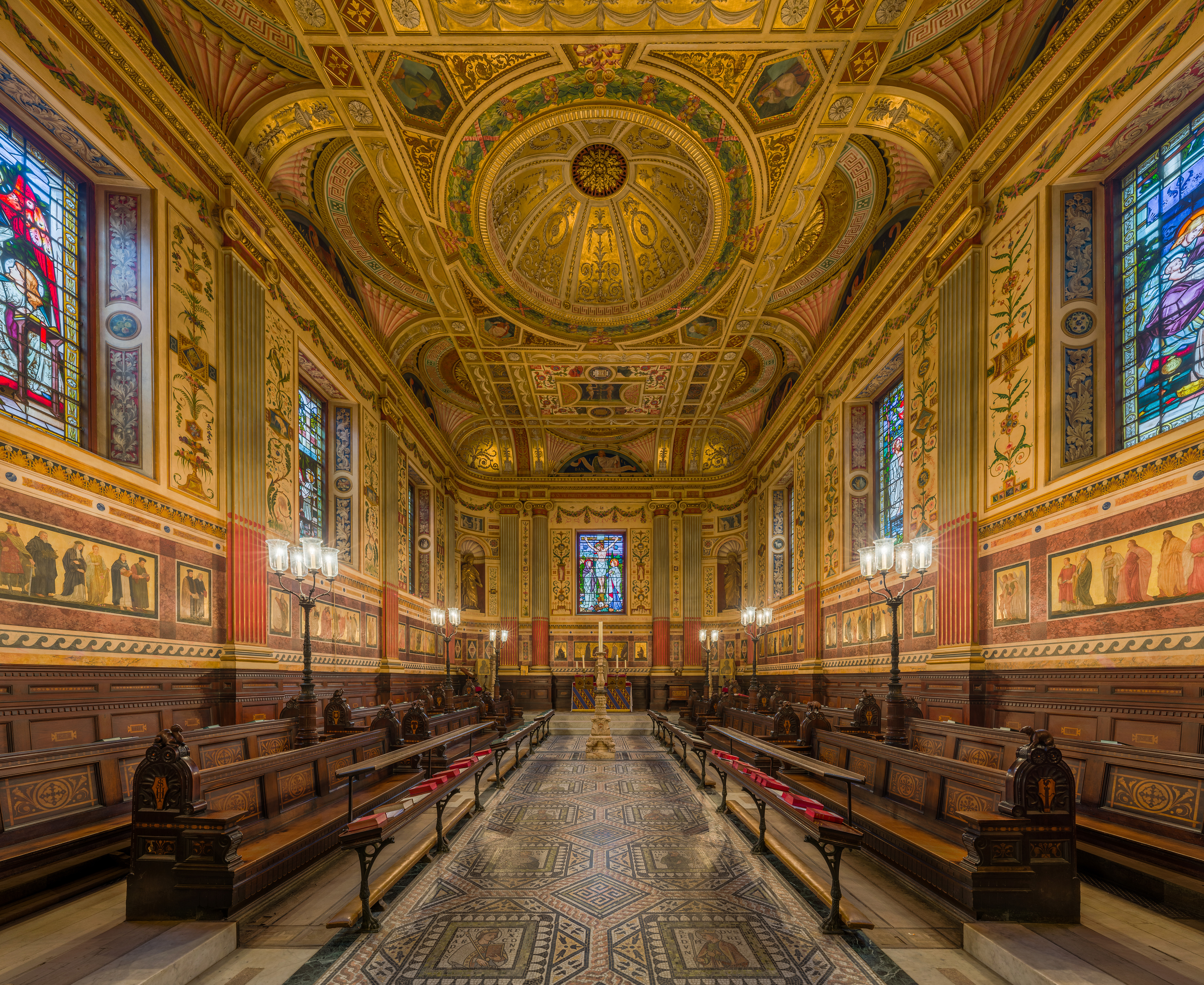
Das Innere der Chapel

Das Worcester College [ˈwʊstə] ⓘ ist eines von 39 konstituierenden Colleges der University of Oxford in England. Das College wurde 1714 durch die Unterstützung von Thomas Cookes, dem 2. Baronet von Norgrove in Worcestershire, gegründet, und trägt dessen persönliches Wappen. Es ging aus dem Gloucester College hervor, das als Benediktinerkloster seit dem späten 13. Jahrhundert bestand und 1539 mit der Auflösung der englischen Klöster unterging. Etwa 1560 entstand dann die Gloucester Hall. Seit 1979 lässt das College Frauen für ein Studium zu.
Im Jahr 2019 verfügte das Worcester College über eine finanzielle Ausstattung von 51,4 Mio. GBP.
Zu den Alumni des College zählen der Medienmogul Rupert Murdoch, der Fernsehproduzent und Drehbuchautor Russell T. Davies, die Richterin am Obersten Gerichtshof der USA, Elena Kagan, der Fields-Medaillengewinner Simon Donaldson und der Schriftsteller Richard Adams. Worcester ist eines der beliebtesten Oxford Colleges unter potenziellen Bewerbern.

## Gebäude
Das Geviert des Hauptplatzes vor dem Hauptgebäude säumen ein Haus aus dem 18. Jahrhundert im klassizistischen Stil sowie mittelalterliche Häuser aus der Zeit des Gloucester College, bekannt als the cottages. Sie gehören zu den ältesten Häusern in Oxford. Um 1560 wurde darin ein College für griechisch-orthodoxe Studenten eingerichtet, das sich 1705 auflöste. Im Jahr 1714 spendete Thomas Cookes, ein Baronet aus Worcestershire, die Umwandlung in das Worcester College. Neu errichtet wurden eine Kapelle, eine Halle, eine Bücherei sowie an der offenen Nordseite die Terrace, deren Bau sich aus Finanznot bis etwa 1770 hinzog. An der Westseite fließt der Oxford Canal.

### Kapelle und Halle
Die College Chapel und die Halle wurden in Verbindung mit dem Hauptgebäude im 18. Jahrhundert im klassizistischen Stil erbaut. Im 19. Jh. wurde es im viktorianischen Geschmack sehr bunt und mit vielerlei Tiergestalten (Wale, Känguruhs) auf dem Gestühl durch William Burges dekoriert. Auch die Fenstergläser wurden im gleichen Stil gestaltet. Zur Kapelle gehören zwei studentische Gesangschöre von hohem Ruf. Auch die Halle dekorierte Burges, wenn auch aus Sparsamkeit mit weniger Aufwand. Sie dient Veranstaltungen und als Speisesaal.

### Neue Gebäude
Seit den 1980er Jahren sind mehrere Unterkunftsgebäude für Studenten gebaut worden: das Earl Building, Sainsbury Building (Gewinner des Civic Trust Award 1984), Linbury Building, Canal Building, Ruskin Lane Building (für undergraduates), the Franks Building (für graduates) und das Sultan Nazrin Shah of Perak Centre.

## Garten und Sportanlagen
Wie bei allen Colleges ist der Sport ein wichtiger Teil der Universität. Im 18. Jh. lag das College noch am Stadtrand, weshalb es möglich war, einen umfangreichen Garten um einen See sowie große Sportanlagen einzurichten. Das Worcester College ist eine der wenigen Hochschulen, die ihre Plätze direkt auf dem Gelände haben. Dazu zählen die Plätze für Fußball, Rugby, Tennis, Basketball und Cricket. Der Worcester College Boat Club wurde 1825 gegründet.

## Persönlichkeiten

### Absolventen
- Kenelm Digby (Gloucester Hall)
- Richard Lovelace (Gloucester Hall)
- Thomas de Quincey (1785–1859), britischer Schriftsteller
- Seni Pramoj (1905–1997), thailändischer Politiker
- Herbert Murrill (1909–1952), britischer Musiker
- Woodrow Wyatt (1918–1997), britischer Politiker
- Richard Adams (1920–2016), britischer Schriftsteller
- John Sainsbury, Baron Sainsbury of Preston Candover (1927–2022), britischer Politiker
- Rupert Murdoch (* 1931), britischer Verleger
- Perry Anderson (* 1938), Historiker
- Bill Bradley (* 1943), US-amerikanischer Politiker
- Tim Razzall, Baron Razzall (* 1943), britischer Regisseur
- Michael Radford (* 1946), britischer Regisseur
- Jon Speelman (* 1956), britischer Schachmeister
- Simon Donaldson (* 1957), britischer Mathematiker
- Anne-Marie Slaughter (* 1958), US-amerikanische Politikwissenschaftlerin
- Elena Kagan (* 1960), US-amerikanische Richterin am Obersten Bundesgericht
- David Kirk (* 1960), neuseeländischer Rugby-Spieler
- Rachel Portman (* 1960), britische Komponistin
- Richard Flanagan (* 1961), australischer Schriftsteller
- Andy Green (* 1962), britischer Offizier und Weltrekordhalter
- Russell T. Davies (* 1963), britischer Fernsehproduzent
- Victoria "Plum" Sykes (* 1969), britische Modejournalistin
- Holger Gzella (* 1974), deutscher katholischer Theologe und Semitist
- Anton Oliver (* 1975), neuseeländischer Rugby-Spieler
- Ellie Kemper (* 1980), US-amerikanische Schauspielerin
- Emma Watson (* 1990), britische Schauspielerin

### Provost
- Richard Blechynden, 1714–36
- William Gower, 1736–77
- William Sheffield, 1777–95
- Whittington Landon, 1795–1839
- Richard Lynch Cotton, 1839–81
- William Inge, 1881–1903
- Charles Henry Olive Daniel, 1903–19
- Francis John Lys, 1919–46
- John Cecil Masterman, 1946–62
- Oliver Franks, Baron Franks 1962–76
- Asa Briggs 1976–91
- Richard Smethurst, 1991–2011[3]
- Sir Jonathan Bate, 2011–2019[4]
- Kate Tunstall (interim)
- David Isaac (gewählt ab 2021)

## Galerie

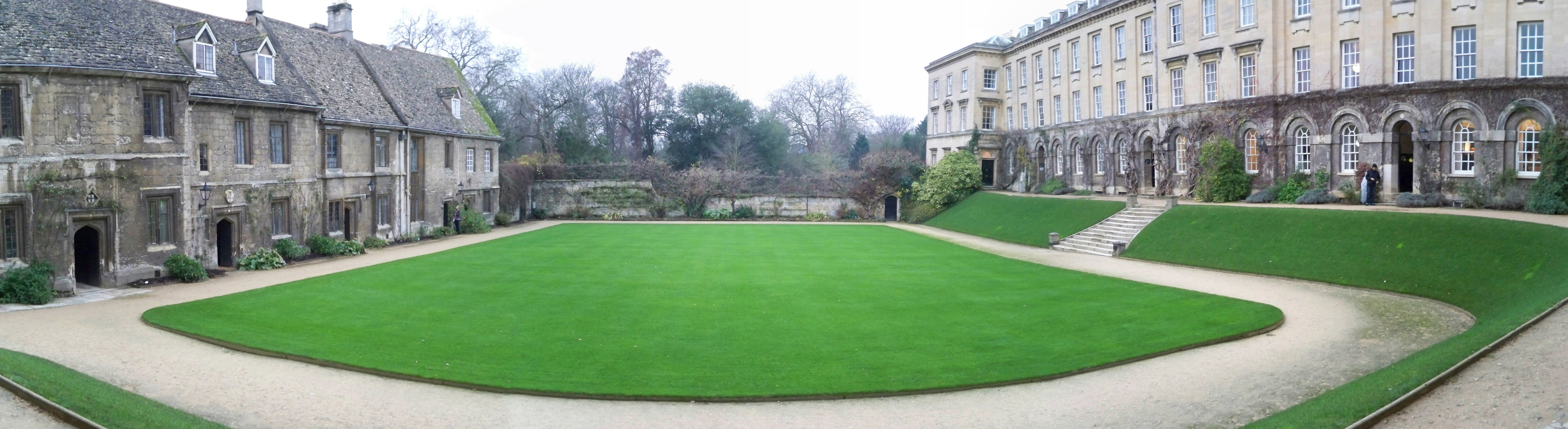
Das Viereck vor dem Hauptgebäude (quadrangle)
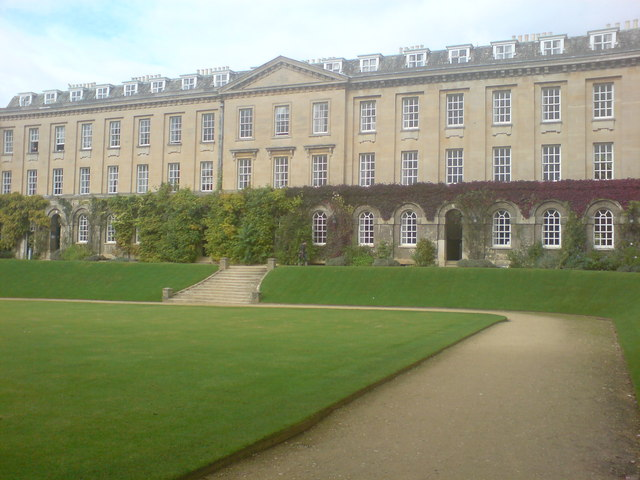
Nordseite mit der Terrace
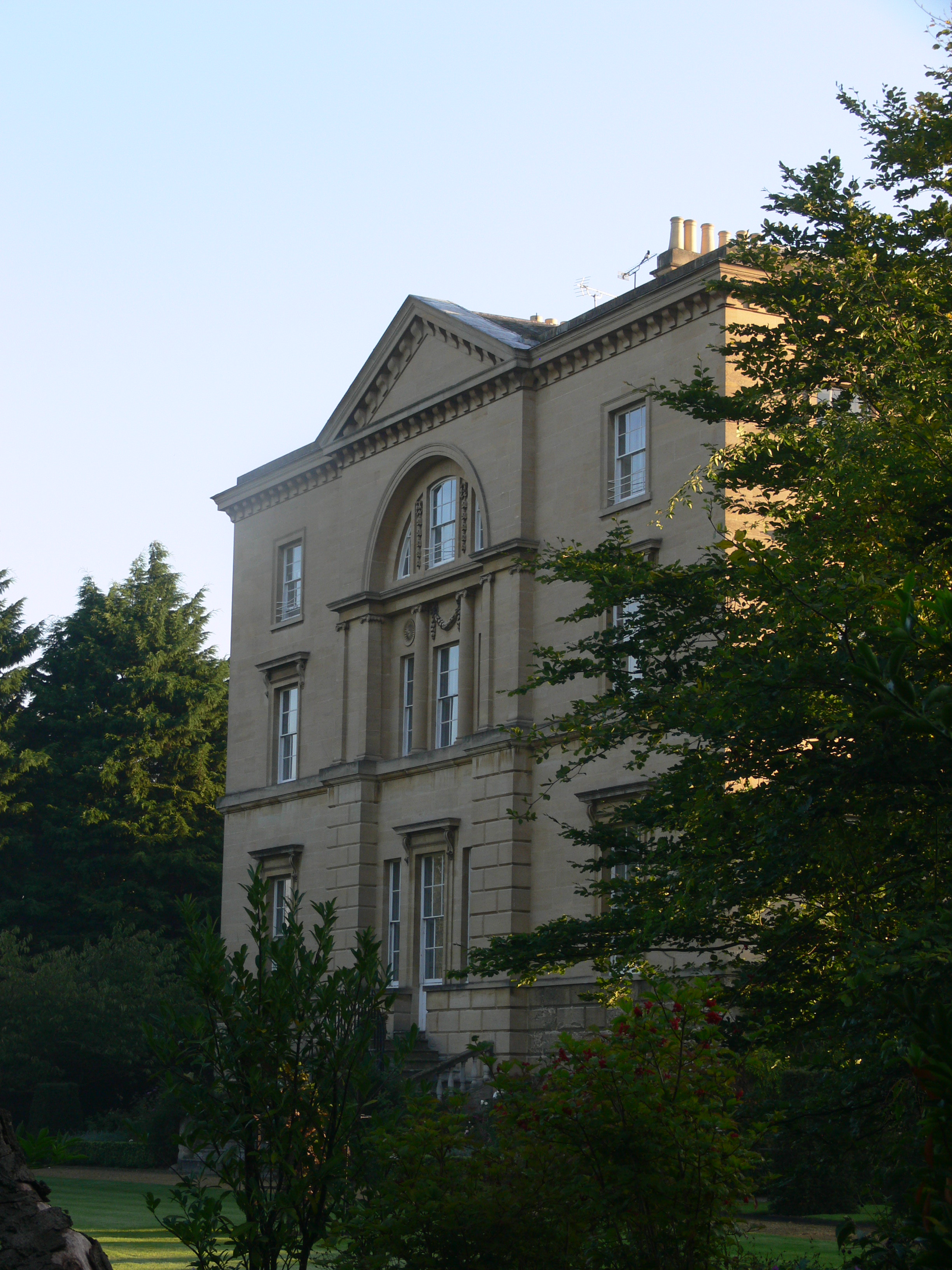
Provost's Lodgings
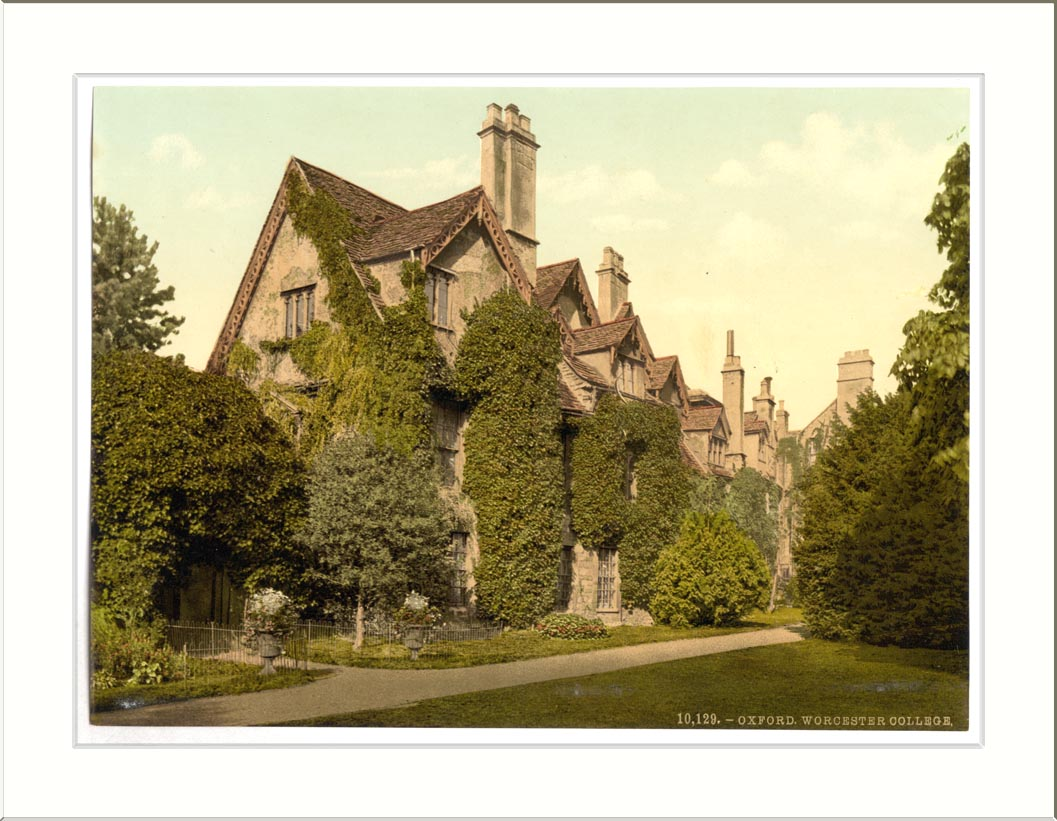
Altes Gartengebäude
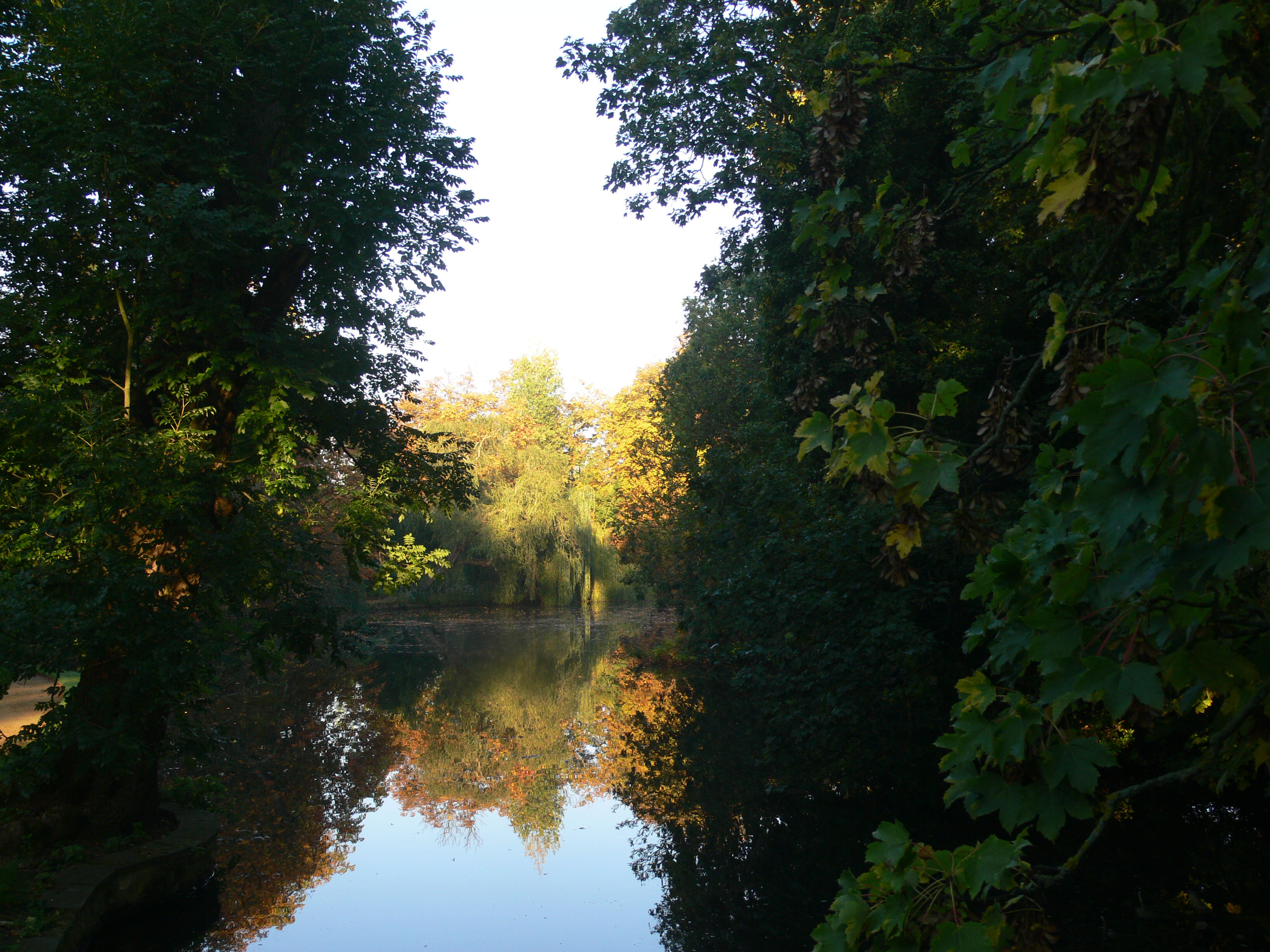
See im Garten
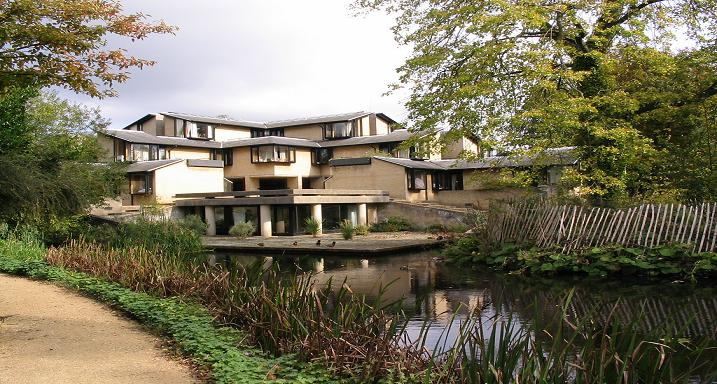
Sainsbury Building (Civic Trust Award 1984)